# Mieczysław Napierała
Mieczysław Napierała (ur. 1931 r., zm. 1985 r.) – polski ekonomista. Absolwent Wyższej Szkoły Ekonomicznej we Wrocławiu. Od 1978 r. profesor na Wydziale Informatyki i Zarządzania Politechniki Wrocławskiej.